# Санборн (Нью-Йорк)
Санборн (англ. Sanborn) — переписна місцевість (CDP) в США, в окрузі Ніагара штату Нью-Йорк. Населення — 1553 особи (2020).

## Географія
Санборн розташований за координатами 43°8′42″ пн. ш. 78°52′40″ зх. д. / 43.14500° пн. ш. 78.87778° зх. д. (43.145054, -78.877748).  За даними Бюро перепису населення США в 2010 році переписна місцевість мала площу 6,82 км², уся площа — суходіл.

## Демографія
Згідно з переписом 2010 року, у переписній місцевості мешкало 1645 осіб у 579 домогосподарствах у складі 383 родин. Густота населення становила 241 особа/км².  Було 617 помешкань (90/км²).
Расовий склад населення:
| - 91,7 % — білих - 4,4 % — чорних або афроамериканців - 1,6 % — корінних американців - 0,3 % — азіатів |

До двох чи більше рас належало 1,7 %. Частка іспаномовних становила 1,6 % від усіх жителів.
За віковим діапазоном населення розподілялося таким чином: 15,9 % — особи молодші 18 років, 69,4 % — особи у віці 18—64 років, 14,7 % — особи у віці 65 років та старші. Медіана віку мешканця становила 33,2 року. На 100 осіб жіночої статі у переписній місцевості припадало 92,6 чоловіків;  на 100 жінок у віці від 18 років та старших — 88,9 чоловіків також старших 18 років.
Середній дохід на одне домашнє господарство  становив 53 923 долари США (медіана — 53 598), а середній дохід на одну сім'ю — 66 921 долар (медіана — 59 609). Медіана доходів становила 61 875 доларів для чоловіків та 26 071 долар для жінок. За межею бідності перебувало 5,3 % осіб, у тому числі 8,0 % дітей у віці до 18 років та 4,8 % осіб у віці 65 років та старших.
Цивільне працевлаштоване населення становило 662 особи. Основні галузі зайнятості: освіта, охорона здоров'я та соціальна допомога — 39,0 %, роздрібна торгівля — 14,8 %, науковці, спеціалісти, менеджери — 9,2 %, виробництво — 8,8 %.